# Cuatro Caminos, El Porvenir
Cuatro Caminos är en ort i Mexiko.   Den ligger i kommunen El Porvenir och delstaten Chiapas, i den sydöstra delen av landet, 900 km sydost om huvudstaden Mexico City. Cuatro Caminos ligger 2 808 meter över havet och antalet invånare är 301.
Terrängen runt Cuatro Caminos är bergig åt sydväst, men åt nordost är den kuperad. Cuatro Caminos ligger uppe på en höjd. Runt Cuatro Caminos är det ganska tätbefolkat, med 96 invånare per kvadratkilometer. Närmaste större samhälle är El Porvenir de Velasco Suárez, 4,1 km väster om Cuatro Caminos. I omgivningarna runt Cuatro Caminos växer huvudsakligen savannskog.